# NGC 2966
NGC 2966 este o galaxie situată în constelația Sextantul. A fost descoperită în 16 martie 1884 de către Édouard Stephan⁠(d). Se află la o distanță de 19,86 megaparseci de Pământ.